# Kék acél
A Kék acél (eredeti cím: Blue Steel) 1990-es amerikai akció-thriller Kathryn Bigelow rendezésében. A főszerepben Jamie Lee Curtis, Ron Silver és Clancy Brown látható. A filmet 1990. március 16-án mutatták be.
A filmet eredetileg a Vestron Pictures és annak leányvállalata, a Lightning Pictures adta volna ki, de végül a Metro-Goldwyn-Mayer forgalmazta, amely a Vestron pénzügyi problémái és későbbi csődje miatt megvásárolta a filmet. Lawrence Kasanoff, a Vestron akkori produkciós vezetője zöld utat adott a filmnek, és ő lett a producer.

## Rövid történet
Egy újonc rendőrtiszt rájön, hogy egy sorozatgyilkossal kezdett randevúzni.

## Cselekmény
Megan Turner újonc a New York-i Rendőrségnél. A szolgálati pisztolyával lelő egy rablót,  miközben a férfi kirabol egy környékbeli boltot. A rabló Smith & Wesson Model 29 revolvere a földre esik, közvetlenül a kereskedő előtt. Eugene Hunt, az egyik vásárló, aki a földön fekszik, észrevétlenül elveszi a fegyvert, és elsurran. Mivel a rabló fegyverét nem találták meg a helyszínen, és a többi szemtanú nem tudja egyértelműen, hogy látott-e pisztolyt, Turnert egy fegyvertelen ember megölésével vádolják.
Miközben Stanley Hoyt rendőrfőnök-helyettes és felettesei előtt próbálja tisztázni a nevét, a felfüggesztett Turner randizni kezd Hunt-tal, aki a megszállottjává vált. Turner nem tud róla, hogy Hunt magához vette az elejtett fegyvert, és véletlenszerű gyilkosságokat kezd vele elkövetni. 
Az első gyilkosságnál egy töltényhüvelyt találnak, amelyre a „Megan Turner” név van rávésve.  
Egyik este a lakásán Hunt szokatlan érdeklődést mutat Megan fegyvere és lövőállása iránt. Elárulja, hogy a rablás idején a szupermarketben volt, és hogy az elkövető fegyverével távozott, és hogy ő áll a mostani gyilkosságok mögött. Turner letartóztatja, de konkrét bizonyítékok hiányában az ügyvédje, Mel Dawson szabadon engedi.
Turner Nick Mann nyomozó segítségével küzd azért, hogy megtarthassa a jelvényét és megoldja a gyilkosságokat. 
Hunt megérkezik Turner lakására, megtámadja és lelövi Turner legjobb barátnőjét, Tracy-t, a fegyverrel Turner fejére mért ütéssel eszméletlenre veri, majd a fegyvert egy parkban elássa. 
Turner magához tér, és Mann-nal együtt Hunt lakására megy, hogy letartóztassa, de Dawson megakadályozza ebben, és azzal fenyegetőzik, hogy ismét kirúgja.
Turner az anyjától keres vigaszt, és felkeresi a családi házat, ami azért kellemetlen hely, mert az apja egész gyerekkorában fizikailag bántalmazta az anyját. Amikor megérkezik, azt látja, hogy anyján zúzódások vannak. Turner feldühödve megbilincseli az apját, és letartóztatja. Az út során megállnak és átbeszélik a dolgot, hogy véget vessenek az anyja bántalmazásának. Amikor visszatérnek a házba, Hunt vendégnek kiadva magát az anyja mellett ül. Feszült szóváltásra kerül sor kettejük között, ahol mindketten utalnak rá, hogy fegyverük van. Amikor a férfi elmegy, a nő a férfi lakására megy, ahol az éjszakát a férfi megfigyelésével tölti.
Másnap reggel Turner követi Huntot a parkba, ahol a férfi elásta a fegyverét. Mann félbeszakítja Hunt és Turner újabb patthelyzetét, ahol Megan megpróbálja rávenni Huntot, hogy próbálkozzon a fegyverével, de Hunt elfut. Abban a hitben, hogy a férfi visszatér a gyilkos fegyverért, megfigyelik a parkot. Turner meglátja egy zseblámpa sugarát, és azt feltételezi, hogy Hunt keresi a fegyvert. Kiszáll a kocsiból, hogy elfogja a férfit, de csak azután, hogy Mannt a kormánykerékhez bilincseli, hogy megakadályozza, hogy kövesse őt. A zseblámpáról kiderül, hogy csak trükk volt: Hunt fizetett egy hajléktalan nőnek, hogy csalja el a rendőröket. Visszatérve az autóhoz, Hunt a kocsi előtt áll, és fegyvert fogva tartja Mannt, és meg akarja ölni. Turner megjelenik, és elsüti a fegyverét, bal karon lövi Huntot, mielőtt az a sűrű forgalomban elmenekülne.
Mann és Turner visszatérnek a lakásába, ahol tudtukon kívül Hunt a fürdőszobában foltozza össze a sebét. A pár lefekszik egymással, majd Mannt Hunt megtámadja és lelövi, amikor a fürdőszobába megy. Turner nem hallja a lövést, mert egy törülköző tompítja. Hunt megtámadja és megerőszakolja Megant, aki végül elrúgja a férfit, majd a kezébe veszi a fegyverét és rálő, de a férfi elmenekül. Mann eszméletlen, és kórházba viszik, ahol Turner azt mondja neki, hogy túléli.
Turner elszánja magát, hogy megkeresi Huntot és végez vele, ezért leüti a rendőrtisztjét, és elveszi az egyenruháját és a fegyverét. Az utcán bolyong, Hunt pedig követi őt a metróba. Turner és Hunt is lövéseket kap, és a lövöldözés az utcán folytatódik. Végül egy hosszú és heves összecsapás után a Wall Street közepén lövi le és öli meg a férfit, miután egy elhagyott autóval elgázolja, és elfogynak a töltényei. A rendőrök megérkeznek, a nőt mentőautóval viszik el.

## Szereplők
| Színész          | Szerep                             | Magyar hang       |
| ---------------- | ---------------------------------- | ----------------- |
| Jamie Lee Curtis | Megan Turner rendőrtiszt           | Spilák Klára      |
| Ron Silver       | Eugene Hunt                        | Rosta Sándor      |
| Clancy Brown     | Nick Mann                          | Gesztesi Károly   |
| Elizabeth Peña   | Tracy Perez                        | Madarász Éva      |
| Louise Fletcher  | Shirley Turner                     | Pásztor Erzsi     |
| Philip Bosco     | Frank Turner                       | Dobránszky Zoltán |
| Richard Jenkins  | Dawson                             | Barbinek Péter    |
| Kevin Dunn       | Stanley Hoyt helyettes rendőrfőnök | Balázsi Gyula     |
| Tom Sizemore     | rabló                              | Galambos Péter    |
| Mary Mara        | feleség                            |                   |
| Skipp Lynch      | oktató                             |                   |
| Mike Hodge       | rendőrfőnök                        |                   |
| Mike Starr       | főfelügyelő                        |                   |

## Bevételi adatok
A Kék acél premierje 1990 januárjában volt a Sundance Filmfesztiválon, Park Cityben (Utah). A film bevételi szempontból megbukott.

## Fordítás
- Ez a szócikk részben vagy egészben  a   Blue Steel (1990 film) című angol Wikipédia-szócikk fordításán alapul.  Az eredeti cikk szerkesztőit annak laptörténete sorolja fel. Ez a jelzés csupán a megfogalmazás eredetét és a szerzői jogokat jelzi, nem szolgál a cikkben szereplő információk forrásmegjelöléseként.